# Malala Yousafzai
Malala Yousafzai (Mingora, 12. srpnja 1997.) je pakistanska učenica i aktivistica za prava djece te najmlađa osoba dobitnica Nobelove nagrade: Nobelovu nagradu za mir dobila je 2014. u dobi od 17 godina.
Poznata je po svom aktivizmu za prava djevojčica i pravo na obrazovanje. Yousafzai je iz grada Mingore u pokrajini Swat. Bila je žrtva napada vatrenim oružjem u listopadu 2012. godine.
U 2009. godine, u dobi od 11 godina, postala je poznata preko webloga BBC News-a na urdu jeziku. BBC je objavio prevedene tekstove o njezinu životu pod talibanskom vladavinom. Talibani su pokušali ubiti Malalu 9. listopada 2012. godine, pucajući joj u glavu i vrat. Dobila je hitnu pomoć u Pakistanu, a zatim je prebačena u Englesku na daljnje liječenje. Operacijom joj je ugrađena pločica od titana, kako bi se pokrila rupa u lubanji i vratio sluh.
| Danas možete vidjeti da sam živa, mogu govoriti, mogu vas vidjeti... To je sve zbog molitvi mnogih ljudi. Bog ih je uslišao i podario mi novi život. Drugi život. I želim služiti ljudima, želim da svaka djevojčica, svako dijete bude obrazovano. Zato smo i utemeljili Zakladu Malala.— Malala Yousafzai, izjava nakon operacije |

Pakistanske vlasti odlučile su otvoriti škole s imenom Malale Yousafzai za siromašnu djecu. Oko 400.000 ljudi potpisalo je peticiju da se Malala Yousafzai nominira za Nobelovu nagradu za mir.

## Nagrade i priznanja
- 2013. – Nagrada Saharov
- 2013. – Nagrada Ponos Britanije za hrabrost[9]
- 2014. – Nobelova nagrada za mir